# Osiedle Chrobrego (Jastrzębie-Zdrój)
Osiedle Chrobrego – osiedle mieszkaniowe w mieście Jastrzębie-Zdrój, jedna z 21 jednostek pomocniczych miasta, obejmująca centralną część miasta. W skład osiedla wchodzą ulice: Aleja Jana Pawła II, Janusza Kusocińskiego, Heleny Marusarzówny, Bronisława Czecha, Kazimierza Jagiellończyka, Królowej Jadwigi, Władysława Łokietka, Stefana Batorego, Kazimierza Wielkiego (część), Władysława Jagiełły (część), Jana III Sobieskiego.

## Historia osiedla
Teren obecnego osiedla leży na obszarze historycznego Jastrzębia Dolnego. Osiedle zwane też "szóstką" zostało wybudowane w 1979 r. W północnej części wielokondygnacyjne bloki mieszkalne, w południowej budynki jednorodzinne. Na terenie osiedla znajdują się m.in.: siedziba Państwowej Straży Pożarnej, Wojewódzki Szpital Specjalistyczny nr 2, Zespół Szkół nr 11, hala widowiskowo-sportowa, lodowisko „Jastor”, kościół pw. Podwyższenia Krzyża Świętego.
Obszar osiedla zajmuje powierzchnię 72,12 ha, a liczba zameldowanych mieszkańców w 2024 roku wynosiła 3810.